# F–82 Twin Mustang
Az F–82 Twin Mustang az amerikai North American repülőgépgyár dugattyús motoros, kéttörzsű vadászrepülőgépe, mely a P–51 Mustang konstrukcióján alapul. A gépet az amerikai légierő a második világháború alatt nagy hatótávolságú kísérő vadászrepülőgépként rendelte meg. Sorozatgyártása azonban már csak a háború után kezdődött el. A rendszeresítést követően mint éjszakai vadász kapott szerepet. Ebben a feladatkörben bevetették a koreai háborúban.

## Műszaki jellemzői
Kétmotoros, szabadonhordó alsószárnyas kialakítású, kéttörzsű amerikai vadászrepülőgép: két Mustang törzset kötöttek össze a szárnnyal és a vízszintes vezérsíkkal. A gép két kabint és kettős kormányrendszert kapott.